# Wilhelm Schlink (Physiker)

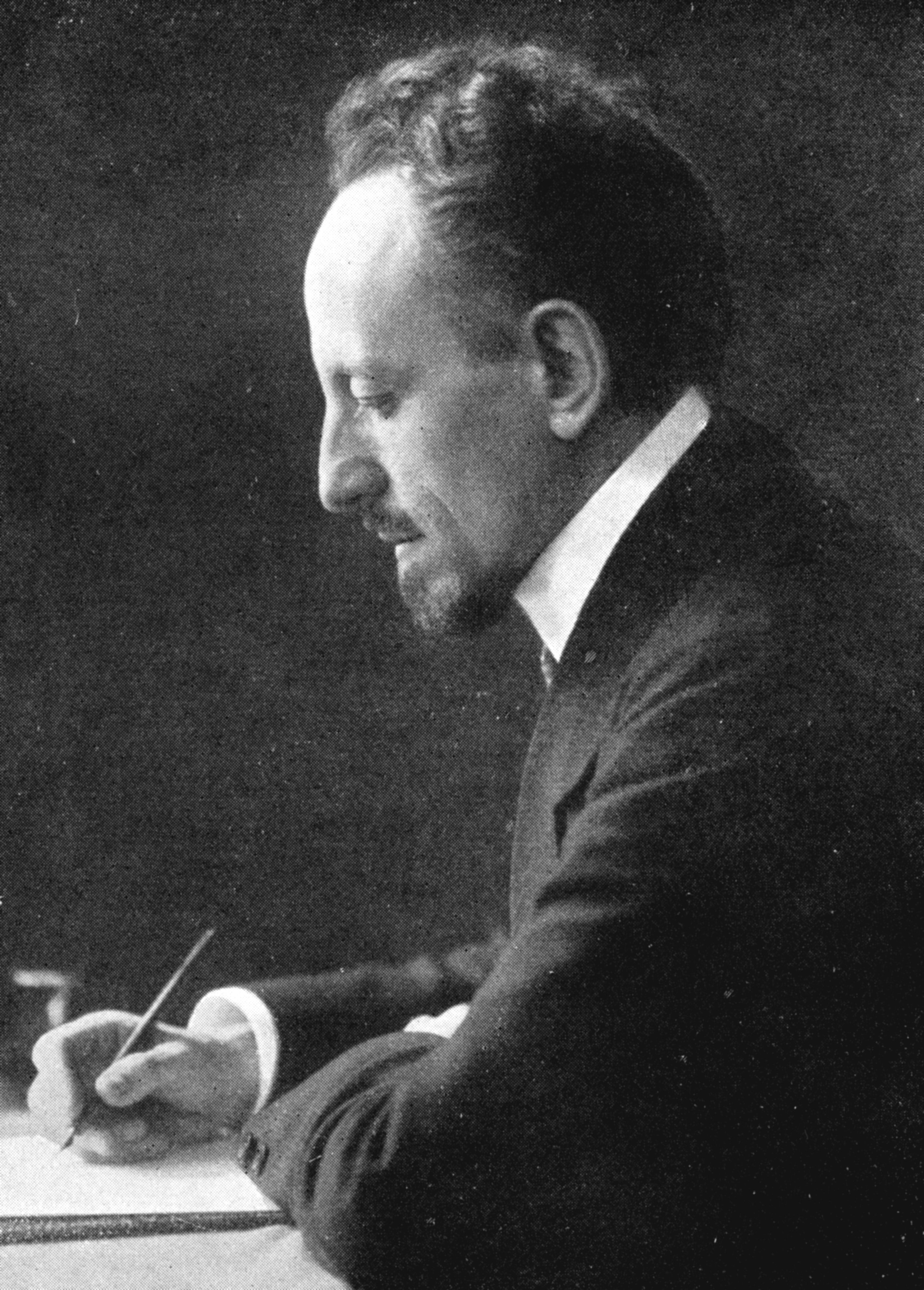
Wilhelm Schlink

Wilhelm Schlink (* 4. Juli 1875 in Offenbach am Main; † 25. März 1968 in Darmstadt) war ein deutscher Physiker (Fachgebiet Mechanik) und Hochschullehrer.

## Leben
Der Sohn des Oberlandesgerichtsrates Nikolaus Edmund Schlink absolvierte von 1893 bis 1897 ein Ingenieurstudium in Darmstadt und München. Er war Mitglied des Corps Chattia Darmstadt. An der Technischen Hochschule (TH) Darmstadt erfolgte 1897 der Abschluss mit dem Dipl.-Ing. Nach Promotion in München (1901) folgte die Habilitation wiederum in Darmstadt 1903. 1907 berief ihn die Technische Hochschule Braunschweig auf eine Professur für Mechanik. Schlink lehrte von 1907 bis 1921 an der TH Braunschweig. Von 1914 bis 1916 und von 1918 bis 1921 war er Rektor in Braunschweig.
Zum Sommersemester 1921 wechselte er als Professor für Mechanik als Nachfolger seines Lehrers Lebrecht Henneberg an die TH Darmstadt. Auf Initiative von Schlink wurde 1922 ein Aerodynamisches Institut gegründet, das auf dem Flugplatz in Griesheim ein Gebäude erhielt. Dieses Institut leistete wesentliche Unterstützung bei der Untersuchung von Konstruktionen der Akademischen Fliegergruppe Darmstadt, die 1920 von Max Gutermuth gegründet wurde.
Bereits 1924/25 wurde Wilhelm Schlink zum Rektor der TH Darmstadt gewählt.
Schlink war nach der Schließung der TH Darmstadt im März 1945 durch die amerikanische Militärregierung vom April bis November 1945 Vorsitzender des Vertrauensausschusses. Er hatte in dieser Funktion maßgeblichen Einfluss auf die Wiedereröffnung der Hochschule, die bereits am 7. Januar 1946 erfolgte. Eine seiner letzten Amtshandlungen war die Beantragung auf Zulassung der Hochschule bei der Militärregierung.
Zum Ende des Wintersemesters 1948/49 wurde Schlink emeritiert.
Schlink trat auch überregional als Wissenschaftsorganisator in Erscheinung, u. a. als langjähriges Vorstandsmitglied des Hochschulverbands (1920–1933, davon 1927–1929 als Vorsitzender). Außerdem war Schlink von 1925 bis 1931 Vorsitzender des Deutschen Studentenwerkes.
1936 war Wilhelm Schlink der Herausgeber der Festschrift der Hundertjahrfeier. Die Festschrift „Die Technische Hochschule Darmstadt – Ein Bild ihres Werdens und Wirkens“ versuchte eine möglichst sachliche Darstellung der Geschichte der Hochschule zu liefern. Einzelne Kapitel lassen jedoch auch Einflüsse der nationalsozialistischen Zeit und Sprache mehr oder weniger deutlich erkennen.
Eine auf der Basis der Theorie des Raumfachwerks entwickelte Kuppel, die Schlink-Kuppel, ist nach ihm benannt.
Wilhelm Schlink ist der Vater des Theologen Edmund Schlink (1903–1984), der evangelischen Ordensgründerin Klara {Basilea} Schlink (1904–2001) und der Großvater des Juristen und Schriftstellers Bernhard Schlink (* 1944).

## Werke

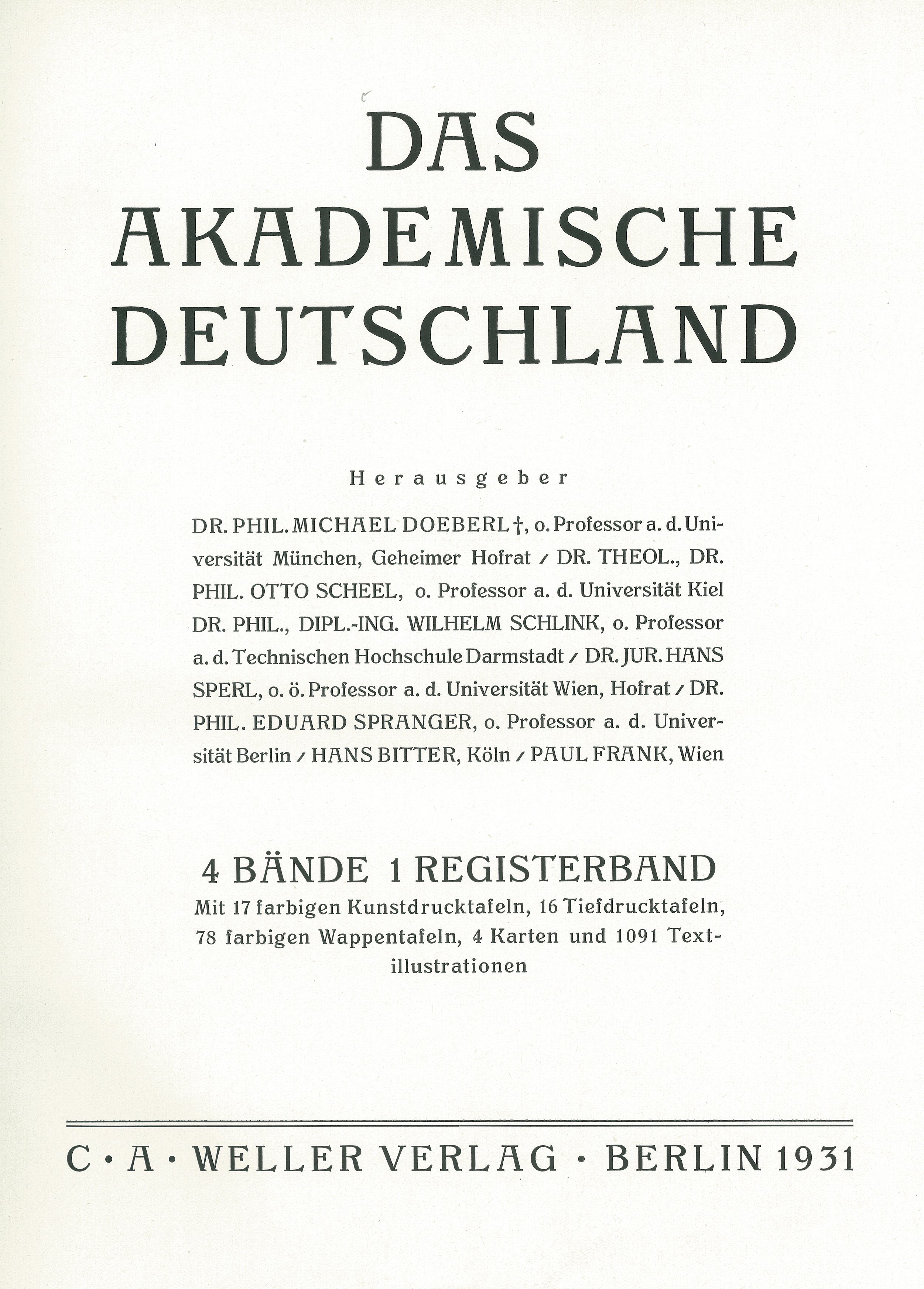
Akademisches Deutschland (1931)

- mit Michael Doeberl, Otto Scheel, Hans Sperl, Eduard Spranger, Hans Bitter und Paul Frank (Hrsg.): Das Akademische Deutschland. 4 Bände, 1 Registerband von Alfred Bienengräber. C. A. Weller Verlag, Berlin 1931.
- Wilhelm Schlink: Über räumliche Dachfachwerke. In: Zeitschrift für Architektur- und Ingenieurwesen, 50. Jg. (9. Band der neuen Folge), 1904, Sp. 183–198.
- Wilhelm Schlink: Statik der Raumfachwerke. Verlag von B. G. Teubner, Leipzig 1907.

## Ehrungen
- 1919: Ehrenmitglied der Universität Rostock
- 1931: Ehrendoktorwürde der Universität Greifswald als Dr. theol. h. c.
- 1931: Ehrenring des Deutschen Studentenwerks
- 1955: Ehrendoktorwürde der Technischen Hochschule Braunschweig als Dr.-Ing. E. h.